# کلاین گارتس
کلاین گارتس (به آلمانی: Klein Gartz) یک منطقهٔ مسکونی در آلمان است که در زالتسودل واقع شده‌است.
 کلاین گارتس  ۱۷۰ نفر جمعیت دارد.